# Кто есть кто в российской рок-музыке
«Кто есть кто в российской рок-музыке» — биографическое справочное издание. Автор — Александр Алексеев. Книга содержит несколько сотен иллюстрированных биографий музыкантов, музыкальных коллективов (групп) и тому подобного в рок-музыке, как в СССР, так и затем в Российской Федерации. Является ценным справочным источником в данной области деятельности. Издавалась в 2006 и 2009 годах. Предшествующим изданием того же автора (соавторы: Андрей Бурлака и Алексей Сидоров) был справочник «Кто есть кто в советском роке», изданный в 1991 году.
На сайте alisa-tver.ru отмечено, что в статье о группе «Алиса» в издании 2006 года допущено 33 ошибки.